# Volpiano
Volpiano – miejscowość i gmina we Włoszech, w regionie Piemont, w prowincji Turyn.
Według danych na rok 2004 gminę zamieszkiwało 13 008 osób, 406,5 os./km².